# Здание Мариинского театра
Здание Мариинского театра — памятник архитектуры. Расположен в Адмиралтейском районе Санкт-Петербурга, современный адрес дома — Театральная площадь, 1.

## История

### Цирк-театр
Здание было построено по поручению Дирекции императорских театров как цирковое здание на месте ранее существовавшего на этой территории цирка Гверра (до середины XIX века участок застроен не был). А. Кавос спроектировал цирк по типу парижского, то есть с манежем и сценой, которые можно было использовать как вместе, так и отдельно друг от друга. Один из предложенных проектов был деревянным зданием на каменном фундаменте (с запланированными расходами в 95,5 тысяч рублей), 14 июля (13 июня) 1847 года был утверждён проект полностью каменного здания (216 тысяч рублей).
Строительство вели сто сорок каменщиков, сорок один каменотёс, двадцать пять землекопов и тридцать чернорабочих.
Постройка здания создала на площади дополнительный сильный архитектурный акцент, сложное по композиции здание закрыло вид на компактный Большой театр, отрезало площадь от Крюкова канала.
Основной объём здания был сделан прямоугольным в плане, в нём размещалось фойе, вспомогательные помещения, зрительский и сценический комплексы. К основному объёму примыкали одноэтажные крылья с конюшнями, общая композиция в плане напоминала крест. В процессе строительства изначальный план изменили, подняв стены верхнего этажа ещё на два метра для размещения поднимающих декорации механизмов и более совершенных стропильных систем.
Внешне здание напоминает итальянские палаццо поэтажными пилястрами и спаренными разделёнными колонками окнами с полукруглыми завершениями над аркадами главного подъезда. Над окнами второго этажа были размещены лепные лошадиные головы, балюстрада над карнизом первого этажа продолжалась по парапету крыши конюшен.
Вчерне строительство было завершено к 30 октября 1847 года, оставалось просушить внутренние стены. Комиссия, в которой были В. Стасов, А. Брюллов и А. Штакеншнейдер предложили для улучшения качества сделать просушку по предложенному Стасовым методу, с временными кирпичными печами, вентиляцией и потолками с войлоком и песком; так как весь проект требовал немалых расходов, решено было обойтись временными печками в коридорах и деревянными вентиляционными трубками из зрительного зала. Окончание работ было засвидетельствовано комиссией из А. Брюллова, Н. Ефимова, Р. Желязевича и К. Скаржинского 25 января 1849 года.

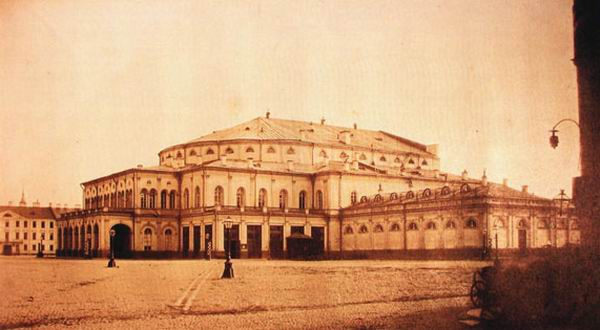
1850 год

Открытие цирка состоялось 29 января 1849 года. Зрительные места, амфитеатр и два яруса лож, стояли невысоким полукругом вокруг манежа, диаметр которого составлял 23,5 м. Кроме круглого манежа после портала была сделана сцена шириной 19 м. Галерея в несколько рядов была расположена третьим ярусом над ложами. На уровне первого и третьего яруса были сделаны большие ложи в порталах (12 лож было сделано вдоль барьера, одна в бельэтаже и во втором ярусе, также по сторонам от арены были литерные ложи). Зал был украшен золотом, картинами, красным бархатом, стены и барьеры были белыми, освещение — газовым. В центре потолка находился плафон, в создании которого участвовал сам Кавос и художник Э. Франчиоли. Мебель фойе была обита пунцовым трипом, здесь же стояли двенадцать круглых мозаичных столов. В фойе и ложе на полу были паркеты, а в вестибюле, коридорах и на площадках — мозаика работы К. Лаги и Д. Лукини. С двух сторон портала сцены были сделаны выезды для лошадей, над конюшнями были чердачные помещения с артистическими уборными.
Однако цирковая программа из-за однообразия вскоре стала собирать меньше публики, и её разнообразили драматическими спектаклями, во время которых для зрительских кресел делался временный пол на арене. Здесь впервые в 1853 году была поставлена пьеса А. Островского «Утро молодого человека».

### Театр
К 1854 году цирковые представления были прекращены. При переоборудовании зала под театр сцену выдвинули в приподнятый для обустройства оркестровой ямы партер, вместо амфитеатра был сделан бенуар, был использован для отделки бирюзовый бархат. В 1857 году над залом и сценой художник Н. Газельмейер сделал единый плафон для лучшего резонанса, люстру переместили от сцены в центр партера.
В ночь на 26 января 1859 года всё это сгорело по оставшейся неизвестной причине; остались стены и своды коридоров и лестниц.
Согласно проекту реконструкции, составленному также Кавосом (утверждён 13 мая 1859 года, работы начаты 6 июня 1859 года), зал был увеличен ещё на ярус, боковые корпуса были надстроены на этаж, здание подошло вплотную к каналу. Согласно архитектурным правилам, на первом этаже были сделаны тосканские пилястры, на втором — ионические, сценическую коробку и зрительный зал украшали коринфские пилястры, на которых был расположен антаблемент с дающим тень карнизом. Центральная часть была выделена высокими полукруглыми проёмами и балюстрадой на парапете, на стенах второго этажа боковых крыльев окна были сделаны меньшего размера и украшены сандриками на кронштейнах. Зрительный зал, в новом проекте удлинённый и ставший подковообразным, был перекрыт высокой кровлей со скатом, вертикали пилястр зрительно продолжались раскрепованными антаблементами боковых корпусов. Акустика зала была улучшена обшивкой потолка досками. У царской ложи и ложи министра императорского двора были сделаны отдельные вестибюли, фойе и лестницы, были увеличены фойе для публики, ширина сцены и авансцены. Работы шли медленно из-за нехватки материалов и рабочих, а также низкого летнего уровня Крюкова канала, использовавшегося для подвоза материалов.
На 1988 год отделка зала (рассчитанного более чем на полторы тысячи человек) сохранилась без значительных изменений. Он украшен витыми колоннами, разорванными фронтонами, лепниной (женскими головами, путти, масками, орнаментами), атлантами портала, кариатидами центральной ложи, плафоном с танцующими девушками и Амурами работы Э. Франчиоли по эскизам Х. Дузи, профильными портретами русских драматургов вокруг плафона (Гоголь, Грибоедов, Островский, Фонвизин, Озеров, Крылов, Кукольник, Капнист, Сумарков, Шаховский, Полевой, Загоскин). Барьеры лож нижних ярусов обладают сложной отделкой, постепенно упрощающейся к верхнему ярусу. Ложи по сторонам авансцены решены в одном духе с царской ложей, которая поднимается на высоту трёх ярусов; над ней сделан барочный фронтон с картушем и крылатыми Гениями. В центре плафона зала — многоярусная хрустальная люстра (изготовленная на заводе Генке и Ко подрядчиком К. Плеске, которого Кавос просил наградить за эту работу золотой медалью), барьеры ярусов освещают хрустальные бра с бронзовыми фигурками. Лепные орнаменты выполнил мастер Н. Адт, фигуры кариатид, атлантов, амуров и лепнину царских лож и авансцены — А. Шварц. Бельэтаж был композиционно схож по украшению: на плафоне были изображены Аполлон, музы, аллегории танца и музыки, по фризу стены на медальонах были портреты Верди, Глинки, Мейербера, Львова, Кавоса, Флотова, Вебера, Бетховена, Верстовского, Длницетти, Беллини, Россини, Моцарта и Обера. В фойе на стенах висели галантные по сюжету сцены в стиле А. Ватто работы И. Висконти.
Театр, названный 14 сентября 1859 года Мариинским в честь жены Александра II, был открыт 2 октября 1860 года постановкой оперы «Жизнь за царя» М. Глинки. При открытии у сцены было три занавеса. Два из них написал профессор Журдель, на одном из них была увитая зеленью колоннада, на другом — драпировки. Парадный занавес создал неаполитанец Рокко, который изобразил Тита, въезжающего в Рим открывать Колизей.
В 1869 году нашли и устранили причину недостаточного резонанса театра — оказалось, что при перестройке подрядчик оставил под сценой строительный мусор.
В 1883 году В. А. Шрётер вместо лож четвёртого яруса сделал амфитеатр и увеличил количество выходов в коридор, печи в подвале были заменены на калориферы.
В 1885 году прошла ещё одна реконструкция под руководством В. А. Шрётера, связанная с переносом в новый театр спектаклей из Большого театра. Симметрия здания была нарушена пристройкой трёхэтажного корпуса для новых мастерских, котельной, электростанции и прочего к левому крылу. В зрительном зале сделали три продольных прохода вместо одного, увеличили количество рядов, за счёт авансцены оркестровую яму увеличили так, что она стала вмещать 102 музыкантов. Роспись потолка царской ложи поверх подлинника повторно сделал Г. Манизер.

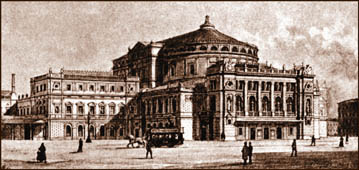
1890 год

В 1889 году Шрётер писал Дирекции императорских театров о недостаточном количестве лестниц и размере фойе театра. В 1894 году Шрётер заменил деревянные стропила здания металлическими фермами, а своды перекрытия ярусов — бетонными конструкциями на металлических балках, улучшил отопление и вентиляцию, надстроил на боковых флигелях третьи этажи. Новое расширение здания для увеличения фойе второго этажа и двух лестниц в украшенных в стиле Кавоса ризалитах было сделано в сторону здания Консерватории. Главное фойе было украшено каннелированными коринфскими пилястрами, зеркалами, барельефами композиторов и плафоном «Триумф Терпсихоры» работы П. Ламбина. Фасад двух верхних этажей был объединён четырьмя полуколоннами композитного ордера, угловые части фасада и первый этаж были рустованы, были добавлены лепные изображения лир, на третьем этаже окна сделаны одностворчатыми и узкими, в боковых частях — круглыми с декоративным обрамлением, над окнами второго этажа были размещены маски, во фризе над колоннами — венки с лентами, над карнизами ризалитов — грифоны, в вестибюль вели три широкие двери, спроектированные так, чтобы избегать сквозняков. Не были реализованы запланированные два купола над подъездом главного фасада. При этом строение оказалось перегружено формами и архитектурными средствами: в нём сочетались 10 типов окон, несколько видов рустовок и исполнения коринфского ордера.
Стены и потолок лестниц были украшены лепными цветочными гирляндами с плодами и театральными масками, решётка лестницы была кованой с растительным орнаментом, ветки лавра и завитки аканта использовались и здесь, и в убранстве фойе. Стены фойе были расчленены каннелированными пилястрами и тягами, в полукруглых панно размещались лепные лиры, венки, лавр и композиция «Амур и Психея». Лирой же украшен купол здания.
В 1899 году на фасаде были установлены цинковые статуи Глинки и Серова работы П. Каменского. Они были тяжеловесными и невыразительными, спустя время их заменили на гипсовые вазы, в дальнейшем убранные вовсе.
В 1905 году на крыше была установлена решётка, сделанная в мастерской Ф. Баландина. По рисунку А. Гогена были созданы кронштейны для освещавших главный фасад дуговых ламп. Последней пристройкой в 1914 году стали выходы из театра, сделанные по проекту В. Косякова.
В 1914 году А. Я. Головин написал портальный занавес. Зал (барьеры лож, обивка кресел) был выполнен в голубых тонах, а занавес был красным; по замыслу, он отделял реальный мир зрительного зала от волшебного мира искусства.
Здание значительно пострадало во время Великой Отечественной войны. 19 сентября 1941 года фугасная бомба разрушила правую сторону ярусов, в дальнейшем в здание попало ещё около двух десятков артиллерийских снарядов. Восстановление началось в конце 1943 года, с 1 сентября 1944 года был вновь открыт сезон. Портальный занавес при реконструкции был сделан синим, что упростило цветовое решение интерьера.
В 1966—1970 годах состоялась реконструкция под руководством С. Гельфер и Н. Филиппова. Было усовершенствовано оснащение сцены и инженерное оборудование здания, сделана репетиционная сцена. Со стороны улицы Союза Печатников и Крюкова канала были построены новые корпуса, выполненные с архитектурными элементами, подражающими ранее существующим корпусам; в нижнем этаже пристройки со стороны канала была продолжена аркада главного здания.